# Annette Schavan
Annette Schavan, née le 10 juin 1955 à Jüchen, est une femme politique allemande, membre de l’Union chrétienne-démocrate d'Allemagne (CDU).
Elle est nommée en 1995 ministre de l'Éducation du Bade-Wurtemberg dans la grande coalition d'Erwin Teufel, qui la maintient en poste durant dix ans. Élue vice-présidente fédérale de la CDU en 1998, son nom est évoqué comme candidate à la présidentielle de 2004, puis elle entre au Bundestag un an plus tard. Peu après, elle devient ministre fédérale de l'Éducation et de la Recherche dans la grande coalition d'Angela Merkel, un portefeuille qu'elle se voit de nouveau confier en 2009, à la suite de la formation d'une coalition noire-jaune. Elle annonce sa démission au début de l'année 2013.

## Biographie

### Formation et carrière
Elle obtient son Abitur en 1974, puis suit des études supérieures de théologie catholique, de philosophie et de sciences de l'éducation, tout d'abord à Bonn, puis à Düsseldorf. Elle obtient un doctorat de philosophie en 1980 à l'université Heinrich Heine de Düsseldorf.
En 1980, elle devient secrétaire à la c pour enfants surdoués Cusanuswerk. Elle occupe ce poste pendant quatre ans avant d'être nommée chef de la formation extrascolaire des jeunes au vicariat général d'Aix-la-Chapelle jusqu'en 1987. Quatre ans plus tard, elle devient directrice de la fondation Cusanuswerk.
Depuis 2009, Annette Schavan est professeur honoraire à l'université libre de Berlin. Le 5 février 2013, son titre de docteur lui est retiré en raison d'un plagiat trouvé par le VroniPlag Wiki (de) dans sa thèse sur Personne et conscience soutenue en 1980,.

### Vie privée
Bien que née à Jüchen, elle passe la majeure partie de son enfance à Neuss.
Elle est célibataire et de confession catholique. De 1994 à 2005, elle est vice-présidente du Comité central des catholiques allemands (ZdK).

## Vie politique

### Au sein de la CDU
Elle a commencé son activité politique à Neuss en 1975 comme présidente de la Junge Union, l'organisation de jeunesse de l'Union chrétienne-démocrate d'Allemagne (CDU). En 1987, elle est élue présidente de la Frauen Union, organisation des femmes de la CDU, mais n'occupe ce poste qu'un an.
Elle intègre le comité directeur régional du parti dans le Bade-Wurtemberg en 1996, puis est élue vice-présidente fédérale deux ans plus tard. Le 5 décembre 2012, elle n'est pas réélue à ce poste.

### Au niveau institutionnel

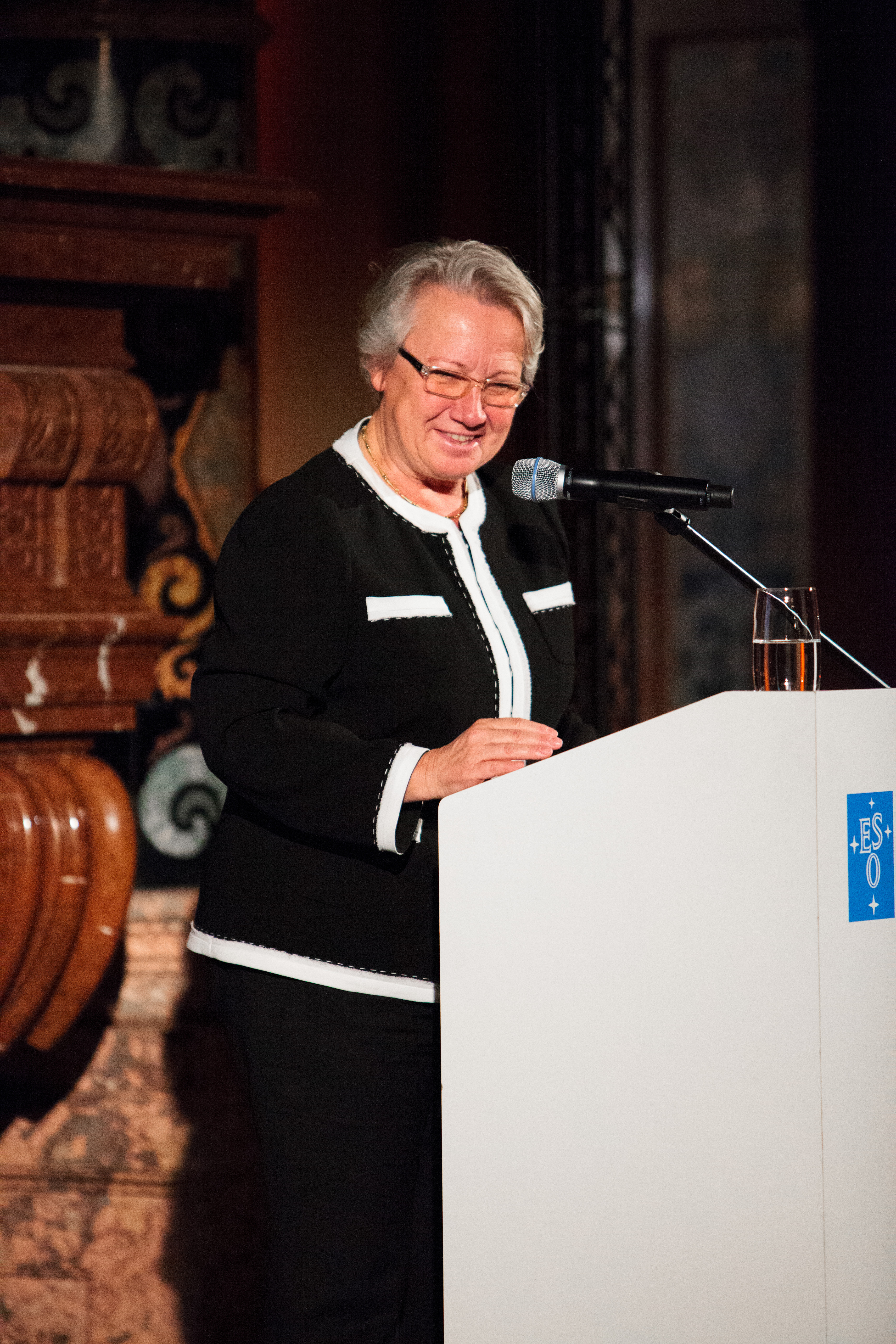
Annette Schavan lors du gala célébrant le de l'Observatoire européen austral, en 2014.

#### Localement
Elle est élue au conseil municipal de Neuss en 1982 et y siège jusqu'en 1984.
Le 19 juillet 1995, elle est nommée ministre de l'Éducation et des Sports du Bade-Wurtemberg. Reconduite l'année suivante, elle voit ses compétences étendues à la jeunesse. Elle est élue députée au Landtag du Bade-Wurtemberg en 2001 et maintenue dans ses fonctions gouvernementales. En 2004, son nom a été évoqué pour une candidature à la présidentielle du 23 mai, ou pour succéder à Erwin Teufel, ministre-président du Bade-Wurtemberg alors sur le départ. Un vote consultatif des adhérents de la CDU régionale a cependant montré qu'elle ne disposait pas d'un soutien assez fort au sein de la base, contrairement à Günther Oettinger.

#### Carrière fédérale
Elle est élue députée fédérale au Bundestag lors des élections du 18 septembre 2005. Le 22 novembre suivant, Annette Schavan devient ministre fédérale de l'Éducation et de la Recherche dans la grande coalition d'Angela Merkel. Elle est réélue le 27 septembre 2009, et reconduite le 28 octobre dans la nouvelle coalition noire-jaune.
En 2010, elle se dit opposée à la constitution d'une coalition noire-verte sur le modèle de Hambourg, parce que la CDU/CSU « a plus de points communs avec le FDP et le SPD ».
Après une affaire de plagiat concernant sa thèse de doctorat, elle annonce sa démission pour le 14 février 2013. Elle est alors remplacée par Johanna Wanka.
Elle est ambassadrice de la République fédérale près le Saint-Siège de septembre 2014 à juin 2018.
Présentée comme une proche d'Angela Merkel, Annette Schavan échoue mi-novembre 2017 à prendre la direction de la fondation Konrad Adenauer, le think tank associé à la CDU, ce qui est considéré comme un affaiblissement de l'autorité de la chancelière, en difficulté pour composer une nouvelle coalition gouvernementale après les élections législatives.